# Baulny-Charpentry
Cet article court présente un sujet plus développé dans : Baulny et Charpentry.
Ancienne commune de la Meuse, la commune de Baulny-Charpentry a existé de 1973 à 1986. Elle a été créée en 1973 par la fusion des communes de Baulny et de Charpentry. En 1986 elle a été supprimée et les deux communes constituantes ont été rétablies.

## Politique et administration
| Période                                  | Période | Identité       | Étiquette | Qualité |
| ---------------------------------------- | ------- | -------------- | --------- | ------- |
| avant 1981                               | 1986    | Gaston Boileau |           |         |
| Les données manquantes sont à compléter. |         |                |           |         |